# Що ти кажеш після привітання?
«Що ти кажеш після привітання?» (англ. «What Do You Say After You Say Hello?») — відома книга канадсько-американського психолога та психіатра Еріка Берна (1910—1970). 

## Історія створення
Ця книжка є безпосереднім продовженням попередніх праць Еріка Берна, насамперед його відомої книги «Ігри, у які грають люди». Ця книжка задумувалась як удосконалений підручник із психотерапії, проте вона далеко виходить за рамки попереднього задуму і є однією з основних книг з теорії життєвих сценаріїв. 

## Короткий зміст
- ЧАСТИНА І Загальні положення
  - Розділ 1. Вступ
  - Розділ 2. Принципи транзакційного аналізу
- ЧАСТИНА II Батьківське програмування
  - Розділ 3. Людська доля
  - Розділ 4. Пренатальні впливи
  - Розділ 5. Раннє дитинство
  - Розділ 6. Пластичні роки
  - Розділ 7. Сценарний апарат
  - Розділ 8. Пізнє дитинство
  - Розділ 9. Юність
  - Розділ 10. Зрілість і смерть
- ЧАСТИНА III Сценарій у дії
  - Розділ 11. Типи сценаріїв
  - Розділ 12. Деякі типові сценарії
  - Розділ 13. Попелюшка
  - Розділ 14. Як сценарій стає можливим?
  - Розділ 15. Передача сценаріїв
- ЧАСТИНА IV Сценарій у клінічній практиці
  - Розділ 16. Підготовчі стадії
  - Розділ 17. Знаки сценарію
  - Розділ 18. Сценарій у лікуванні
  - Розділ 19. Вирішальне втручання
  - Розділ 20. Три історії хвороби
- ЧАСТИНАV Наукові підходи до теорії сценаріїв
  - Розділ 21. Заперечення теорії сценаріїв
  - Розділ 22. Методологічні проблеми
  - Розділ 23. Сценарний запитальник